# Elier Romero Camacho
Elier Romero Camacho (ur. 10 marca 1988) – kubański zapaśnik walczący w stylu wolnym. Dwa medale mistrzostw panamerykańskich, srebro w 2011. Siódmy w Pucharze Świata w 2009. Srebro MŚ juniorów w 2008 roku.